# Alfred Marshall

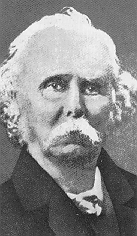
Alfred Marshall

Alfred Marshall (Bermondsey (Londen), Engeland, 26 juli 1842– 14 juli 1924) was een Brits econoom, die bekendstaat als een van de grondleggers van de neoklassieke economie. Zijn boek, de Principles of Economics uit 1890 was in het Verenigd Koninkrijk en zijn koloniën decennialang het dominante economische leerboek. Hij bracht onder andere de ideeën van vraag en aanbod, marginaal nut en productiekosten samen in een coherent geheel.

## Leven
Marshalls vader, een vroom evangelisch man, werkte als kassier bij een bank. Marshall groeide op in de Londense buitenwijk Clapham. Hij volgde zijn middelbareschoolopleiding aan de "Merchant Taylors 'School" in Northwood en studeerde filosofie en wiskunde aan St John's College, een van de colleges van de Universiteit van Cambridge, waar hij zich een bekwaam wiskundige betoonde. Bij zijn afstuderen in 1865 behaalde hij in de Cambridge Mathematisch Tripos de onderscheiding van tweede wrangler.
Marshall ervoer een mentale crisis die hem ertoe bracht om de natuurkunde te verlaten en zich aan de filosofie te wijden. Hij begon met de metafysica, met name "het filosofische fundament van kennis, in het bijzonder in relatie tot de theologie." De metafysica geleidde Marshall naar de ethiek, in het bijzonder Henry Sidgwicks versie van het utilitarisme; de ethiek bracht hem op haar beurt in aanraking met de politieke economie, omdat de economie een essentiële rol speelde in het scheppen van de voorwaarden voor de verbetering in het leven van de arbeidersklasse. Ook nadat hij zich tot de economie had gewend, bleven zijn ethische opvattingen nog steeds een dominante kracht in zijn denken. Bij zijn economische studies verdiepte hij zich met name in het boek "Principles of political economy" van John Stuart Mill.
Marshall stond een brede benadering van de sociale wetenschappen voor. Hierin speelt de economie een belangrijke, maar beperkte rol. Hij erkende dat in de echte wereld, het economische leven stevig is verbonden aan ethische, sociale en politieke stromingen – stromingen waarvan Marshall van mening was, dat economen die niet mogen negeren. Marshall zag dramatische sociale veranderingen voor zich. Hij voorzag een uitbannen van armoede en een sterke vermindering van de ongelijkheid. Hij zag het als de plicht van de economie om de materiële omstandigheden te verbeteren, maar een dergelijke verbetering zou naar Marshalls mening, alleen kunnen optreden in combinatie met sociale en politieke krachten. Zijn interesse in het liberalisme, het socialisme, vakbonden, vrouwenonderwijs, armoede en vooruitgang weerspiegelen de invloed van zijn vroege sociale filosofie op zijn latere activiteiten en geschriften.
In 1865 werd Marshall verkozen voor een fellowship aan St John's College in Cambridge. In 1868 werd hij hoogleraar in de moraalfilosofie. In 1877 trad hij in het huwelijk met Mary Paley, een oud-studente van hem, met wie hij het boek Economics of Industry zou schrijven, Het huwelijk bleef kinderloos.
In 1885 volgde een benoeming hoogleraar in de politieke economie in Cambridge. Deze functie zou hij 23 jaar, tot zijn emeritaat in 1908 bekleedden. In de loop der jaren onderhield hij professionele en vriendschappelijke betrekkingen met vele Britse denkers, waaronder Henry Sidgwick, William Kingdon Clifford, Benjamin Jowett, William Stanley Jevons, Francis Ysidro Edgeworth, John Neville Keynes en John Maynard Keynes. Marshall stichtte de "Cambridge School", die speciale aandacht schonk aan stijgende rendementen, de theorie van de onderneming en de welvaartseconomie. Na zijn emeritaat ging het leiderschap van deze school over op Arthur Cecil Pigou en John Maynard Keynes.
Marshall overleed in 1924 op tweeëntachtigjarige leeftijd. Keynes schreef een necrologie voor zijn vroegere leermeester, die door Schumpeter werd geroemd als "de briljantste levensbeschrijving van een wetenschapper, die ik ooit heb gelezen."' Marshalls weduwe had het werk als in "trance" gelezen, terwijl Lytton Strachey het beoordeelde als een van Keynes' beste werken.

## Werk

### Principles of Economics

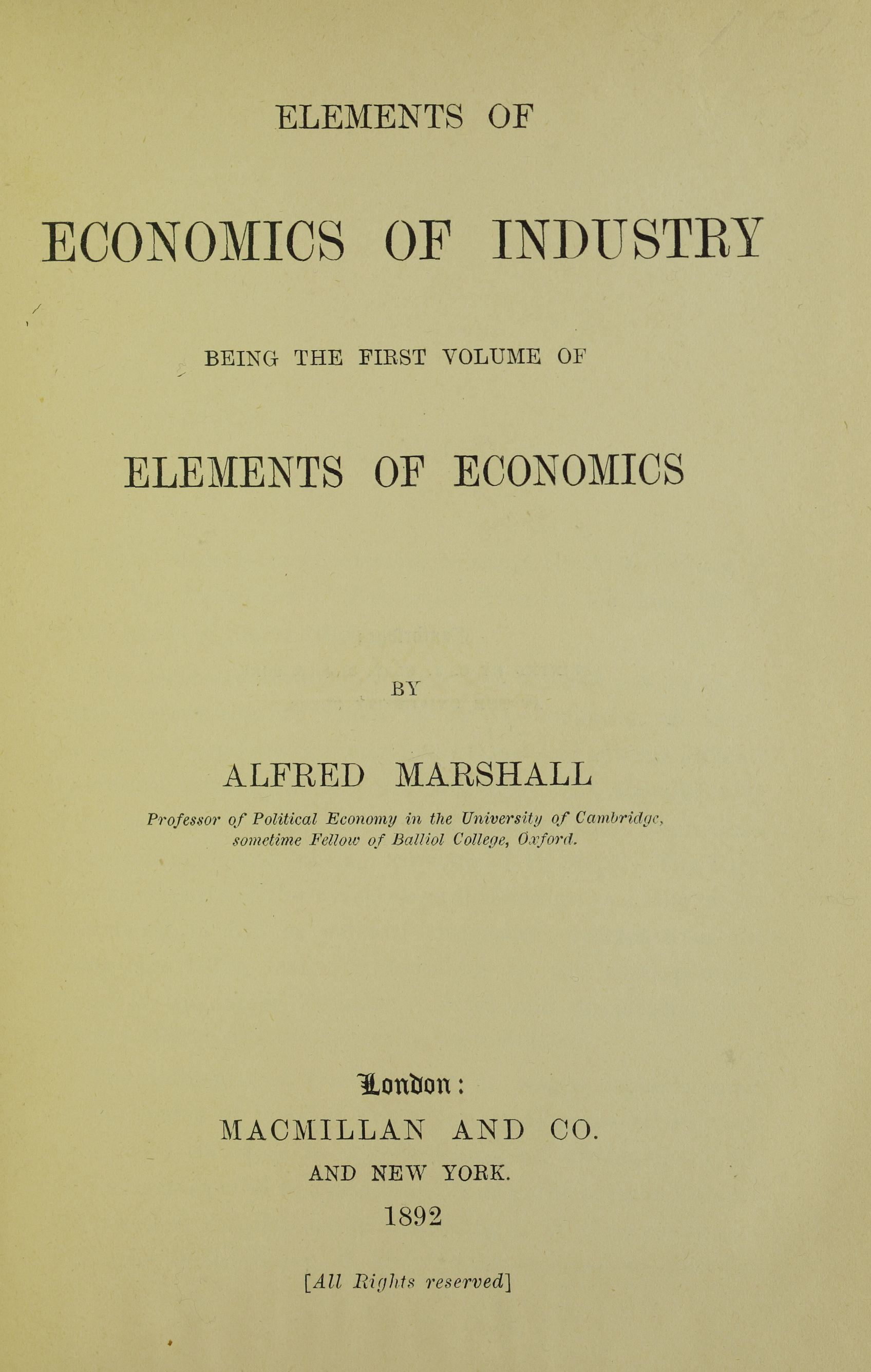
Elements of economics of industry, 1892

Marshall heeft in zijn carrière vier boeken geschreven, waarvan één in samenwerking met zijn vrouw.
Zijn bekendste werk is de Principles of Economics. Opvallend was dat hij bij de herdrukken de kritiek op zijn teksten verwerkte die hij op de voorgaande drukken had gekregen, mede omdat hij naar eigen zeggen bang was dat hij zich niet duidelijk genoeg had uitgedrukt.
Marshall begon zijn economische werk, de Principles of Economics, in 1881. Hij zou er een groot deel van de komende tien jaar mee bezig blijven. Zijn plan voor het werk breidde zich geleidelijk uit naar een tweedelige compilatie van het gehele economische gedachtegoed. Het eerste deel werd in 1890 gepubliceerd. Het vond onmiddellijk wereldwijde instemming en vestigde Marshalls naam als een van de toonaangevende economen van zijn tijd. Het tweede deel, dat over buitenlandse handel, geld, conjunctuurschommelingen, belastingen en collectivisme moest gaan zou nooit worden gepubliceerd.
 Principles of Economics vestigde Marshalls wereldwijde reputatie. Het boek verscheen in 8 drukken, waarbij de omvang groeide van 750 pagina tot 870 pagina's. Het werk had een grote invloed op de manier waarop het vak economie in Engelssprekende landen werd onderwezen. De belangrijkste technische bijdrage was een meesterlijke analyse van de problemen van elasticiteit, consumentensurplus, toenemende en afnemende meeropbrengsten, korte en lange termijn en het marginale nut; veel van de ideeën kwamen van Marshall zelf, andere waren een verbeterde versie van ideeën van W.S. Jevons en anderen.
In bredere zin hoopte Marshall de klassieke en moderne waardetheorieën met elkaar te verzoenen. John Stuart Mill had de relatie tussen de waarde van de goederen en hun productiekosten onderzocht, op basis van de theorie dat waarde afhankelijk is van inspanning bij de fabricage van het goed. Jevons en de marginale nutstheoretici hadden een waardetheorie uitgewerkt, die was gebaseerd op het idee van nutsmaximalisatie; daarbij hanteerden zij het uitgangspunt dat waarde afhankelijk is van de vraag. Marshalls werk maakte gebruikt van beide benaderingen, maar hij richtte zich meer op de kosten.
Marshall merkte op dat, in de korte termijn, het aanbod niet gewijzigd kan worden en dat de marktwaarde van een product daarom vooral van de vraag afhangt. In de middellange termijn kan de productie worden uitgebreid zonder bestaande faciliteiten, zoals gebouwen en machines aan te passen; aangezien gebouwen en machines op deze termijn niet vervangen hoeven te worden hebben hun kosten (die vaste, overhead- of bijkomende kosten worden genoemd) weinig invloed op de verkoopprijs van het product.
Marshall wees erop dat het bij uitstek de voortdurend terugkerende variabele kosten zijn, die de verkoopprijs in deze periode het meest beïnvloeden. Op een nog langere termijn, verslijten machines en gebouwen en moeten zij vervangen worden. Dit betekent dat de verkoopprijs van een product hoog genoeg moet zijn om dergelijke vervangingskosten te dekken. Deze classificatie van kosten in vaste en variabele kosten en de nadruk die aan het tijdselement wordt gegeven, vertegenwoordigt waarschijnlijk wel de belangrijkste bijdragen van Marshall aan de economische theorie. Marshall gaf op praktische gronden de voorkeur aan gedeeltelijke evenwichtsmodellen boven algemene evenwichtsmodellen. Het inherent dynamische karakter van de economie maakte gedeeltelijke evenwichtsmodellen volgens Marshall in de praktijk beter bruikbaar.
Veel van het succes van Marshalls Principes is te danken aan zijn effectief gebruik van diagrammen. Deze werden wereldwijd al snel door andere docenten overgenomen.
Alfred Marshall was de eerste die de tegenwoordig alom gebruikte vraag-en-aanbodgrafieken ontwikkelde. Hij demonstreerde daarmee een aantal grondbeginselen met betrekking tot vraag en aanbod met inbegrip van de vraag- en aanbodcurve, marktevenwicht, de relatie tussen hoeveelheid en prijs in relatie tot vraag en aanbod, de wet van het marginale nut, de wet de afnemende meeropbrengsten, en de ideeën van consument- en producentensurplus. Dit model wordt nu in verschillende vormen met gebruik van diverse variabelen door economen gebruikt om een aantal andere economische principes aan te tonen. Marshalls model liet een visuele weergave toe van ingewikkelde economische fundamenten, waar tot dan toe alle ideeën en theorieën alleen door gebruik van woorden konden worden uitgelegd. Deze modellen zijn nu gedurende de studie van de economische wetenschap van groot belang, omdat zij zorgen voor een heldere en beknopte weergave van de fundamenten of de theorieën die worden uitgelegd.

### Marshalliaans Kruis
In de moderne economiemethodes is het zogenaamde Marshalliaanse Kruis (Marshallian Cross) de meest zichtbare invloed van Marshall. Dit Marshalliaanse Kruis is een grafiek waarin de vraag- en aanbodcurve tezamen de evenwichtsprijs en hoeveelheid bepalen. De plaatsing van de onafhankelijke variabele, de prijs, op de verticale as en de gevraagde en aangeboden hoeveelheden op de horizontale as maakt dat deze grafiek wat merkwaardig is tegenover de standaard van de wiskunde. Er bestond dan ook wat sceptische kritiek op de grafiek, maar al snel werd wel duidelijk dat het niet om een vergissing ging maar dat Marshall toch echt bedoelde dat de prijsveranderingen het resultaat waren van veranderingen in de gevraagde en/of aangeboden hoeveelheden.
Volgens Marshall zijn de vragers bereid bij toenemende aangeboden hoeveelheden minder te betalen. Bij toenemende gevraagde hoeveelheden zullen de aanbieders alleen tegen een hogere prijs verkopen. Tegenwoordig vat men de prijs wel op als de afhankelijke variabele, maar toch is de grafiek niet meer uit de leerboeken te denken.

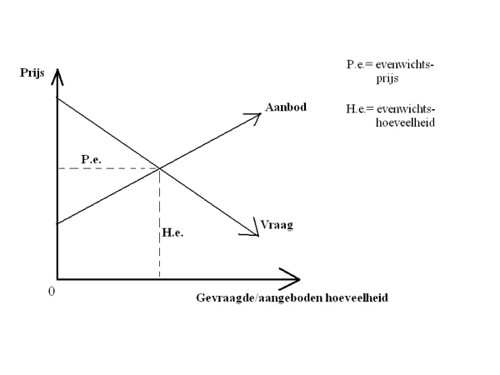
Marshalliaans Kruis

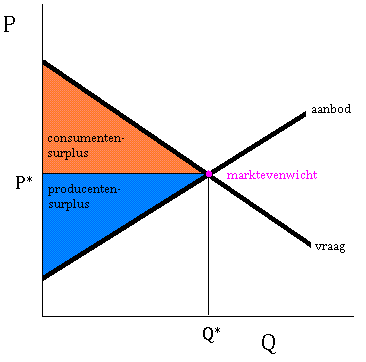

- Bibsys: 90544121
- Biblioteca Nacional de España: XX1018004
- Bibliothèque nationale de France: cb12278419p (data)
- Catàleg d'autoritats de noms i títols de Catalunya: 981058520416706706
- CiNii: DA00585006
- Gemeinsame Normdatei: 118782126
- International Standard Name Identifier: 0000 0001 0866 8978
- Library of Congress Control Number: n50040963
- Nationale Bibliotheek van Letland: 000050900
- Bibliotheek van het Japanse parlement: 00448925
- Nationale Bibliotheek van Tsjechië: mzk2005272975
- Nationale bibliotheek van Australië: 35329656
- Nationale Bibliotheek van Israël: 987007274276705171
- Nationale Bibliotheek van Polen: a0000001984723
- Nationale en Universitaire bibliotheek Zagreb: 000030519
- Nederlandse Thesaurus van Auteursnamen: 069072310
- Réseau des bibliothèques de Suisse occidentale: 02-A003564681
- Istituto Centrale per il Catalogo Unico: RAVV030763
- LIBRIS: 250069
- SNAC: w6b868ns
- Système universitaire de documentation: 031601049
- Trove: 913801
- Union List of Artist Names: 500241539
- Virtual International Authority File: 7451112
- WorldCat: E39PBJv8BBQJy6d84gwhPGqqQq